# スキャターザゴールド
スキャターザゴールド (Scatter the Gold) は、カナダで生産された競走馬および日本のアロースタッドで繋養されていた種牡馬である。全兄にダンスブライトリー、全妹にダンススルーザドーン、半弟にダンスウィズレイヴァンズがおり、叔父にスマートストライクなどがいる。

## 経歴

### 競走馬時代
競走馬時代は2勝したのみだが、その2勝はクイーンズプレートとプリンスオブウェールズステークスのカナダ二冠競走を制しての2勝である。ちなみに母ダンススマートリーもこの2競走を制しており、母仔制覇を達成している。そして2000年限りで競走馬を引退した。

### 種牡馬時代
2001年から総額7億3500万円（1株1130万円×65口）のシンジケートが組まれて日本に輸入され、静内スタリオンステーションで種牡馬入りした。2004年10月一杯で静内スタリオンステーションが清算により閉鎖になった事に伴い、アロースタッドへ移動。
2008年、ここ数年の種付頭数の減少によりシンジケートの総意でウルグアイの牧場に売却されることが決まった。7月23日にアロースタッドを退厩し、神奈川県で出国検疫を受けたのちにアメリカ合衆国で2か月間過ごしてからウルグアイへ入国することになっていたが、急遽キャンセルされ、2009年よりロシアで種牡馬生活を送ることとなった。

## おもな産駒
- 2002年産
  - タケノマーキュリ（2005年フロイラインカップ）
  - トラストジュゲム（2008年門松ステークス）
- 2003年産
  - エリモエクスパイア（2007年天皇賞（春）2着）
  - サンキューウィン（2006年クラウンカップ、羽田盃）
- 2005年産
  - クロスウォーター（2008年駿蹄賞）
  - リュウノキングダム（2009年シアンモア記念、北上川大賞典 2011年トウケイニセイ記念）
  - マキノスパーク（2010年ステイヤーズカップ）
  - スーパーパワー（2010年勝島王冠、2011年金盃、2013年星雲賞、赤レンガ記念）
- 2007年産
  - シーズザゴールド（2010年羽田盃、2013年報知オールスターカップ）
- 2008年産
  - リリー（2011年荒尾ダービー、2015年開聞岳賞）

### ブルーメドサイアーとしてのおもな産駒
- 2008年産
  - ラブミープラチナ（2011年OROターフスプリント）
- 2009年産
  - テイエムシシオー（2016年新涼賞）
- 2013年産
  - メイショウダッサイ（2019年小倉サマージャンプ、2020年東京ハイジャンプ、中山大障害、2021年阪神スプリングジャンプ、中山グランドジャンプ）
- 2014年産
  - ベンテンコゾウ（2016年南部駒賞、寒菊賞、2017年奥州弥生賞、北斗盃、北海優駿、2018年赤松杯、シアンモア記念、2019年京成盃グランドマイラーズ）
  - ピンクドッグウッド（2016年東京2歳優駿牝馬、フルールカップ）
  - ホワイトウィングス（2017年古伊万里賞）
- 2015年産
  - ニッポンダエモン（2017年若駒賞）

## 血統表
| スキャターザゴールドの血統   | スキャターザゴールドの血統                 | スキャターザゴールドの血統                 | （血統表の出典）                           | （血統表の出典） |
| 父系                         | ミスタープロスペクター系                   | ミスタープロスペクター系                   | ミスタープロスペクター系                   | [ § 2 ]          |
| 父 Mr.Prospector 1970 鹿毛   | 父の父Raise a Native 1961 栗毛             | Native Dancer                              | Polynesian                                 | Polynesian       |
| 父 Mr.Prospector 1970 鹿毛   | 父の父Raise a Native 1961 栗毛             | Native Dancer                              | Geisha                                     |                  |
| 父 Mr.Prospector 1970 鹿毛   | 父の父Raise a Native 1961 栗毛             | Raise You                                  | Case Ace                                   | Case Ace         |
| 父 Mr.Prospector 1970 鹿毛   | 父の父Raise a Native 1961 栗毛             | Raise You                                  | Lady Glory                                 |                  |
| 父 Mr.Prospector 1970 鹿毛   | 父の母Gold Digger 1962 鹿毛                | Nashua                                     | Nasrullah                                  | Nasrullah        |
| 父 Mr.Prospector 1970 鹿毛   | 父の母Gold Digger 1962 鹿毛                | Nashua                                     | Segula                                     |                  |
| 父 Mr.Prospector 1970 鹿毛   | 父の母Gold Digger 1962 鹿毛                | Sequence                                   | Count Fleet                                | Count Fleet      |
| 父 Mr.Prospector 1970 鹿毛   | 父の母Gold Digger 1962 鹿毛                | Sequence                                   | Miss Dogwood                               |                  |
| 母 Dance Smartly 1988 黒鹿毛 | 母の父Danzig 1977 鹿毛                     | Northern Dancer                            | Nearctic                                   | Nearctic         |
| 母 Dance Smartly 1988 黒鹿毛 | 母の父Danzig 1977 鹿毛                     | Northern Dancer                            | Natalma                                    |                  |
| 母 Dance Smartly 1988 黒鹿毛 | 母の父Danzig 1977 鹿毛                     | Pas de Nom                                 | Admiral's Voyage                           | Admiral's Voyage |
| 母 Dance Smartly 1988 黒鹿毛 | 母の父Danzig 1977 鹿毛                     | Pas de Nom                                 | Petitioner                                 |                  |
| 母 Dance Smartly 1988 黒鹿毛 | 母の母Classy 'n Smart 1981 鹿毛            | Smarten                                    | Cyane                                      | Cyane            |
| 母 Dance Smartly 1988 黒鹿毛 | 母の母Classy 'n Smart 1981 鹿毛            | Smarten                                    | Smartaire                                  |                  |
| 母 Dance Smartly 1988 黒鹿毛 | 母の母Classy 'n Smart 1981 鹿毛            | No Class                                   | Nodouble                                   | Nodouble         |
| 母 Dance Smartly 1988 黒鹿毛 | 母の母Classy 'n Smart 1981 鹿毛            | No Class                                   | Classy Quillo                              |                  |
| 母系(F-No.)                  | 23号族(FN:23-b)                            | 23号族(FN:23-b)                            | 23号族(FN:23-b)                            | [ § 3 ]          |
| 5代内の近親交配              | Native Dancer 3×5=15.63%、Nearco 5×5=6.25% | Native Dancer 3×5=15.63%、Nearco 5×5=6.25% | Native Dancer 3×5=15.63%、Nearco 5×5=6.25% | [ § 4 ]          |
| 出典                         | 1. 2. 3. 4.                                | 1. 2. 3. 4.                                | 1. 2. 3. 4.                                | 1. 2. 3. 4.      |